# سالاسوكا
سالاسوكا (بالبلغارية: Саласука)‏ قرية تقع إدارياً ضمن مقاطعة غابروفو في بلغاريا. ويبلغ عدد سكانها 7 نسمة حسب تعداد 15 مارس 2015. تعتمد سالاسوكا للبريد على الرمز البريدي 5397.